# 山本梨香子
山本 梨香子（やまもと りかこ、1971年4月25日 - ）は、日本の元AV女優。

## 人物
- 趣味:ドライブ、映画鑑賞、日本舞踊
- 初体験は14才の時[1]
- デビュー前までの経験人数は50人だった[1]。

## 略歴
1990年にAVデビュー。
1991年に引退。

## 出演作品

### アダルトビデオ
- 成城のお嬢さま お固いのがお好き （1990年12月15日、クリスティーヌ）
- 巨マンの富 （1991年1月26日、クリスティーヌ）
- 美肉隷嬢 （1991年4月18日、サム）
- 飼育結婚 （1991年5月30日、サム）
- 愛と青春の朝立ち 〜お嬢様や〜めた〜 （1991年6月7日、アリスJAPAN）
- OL愛奴・梨香子 （1991年6月20日、エッチアールシー）
- 若妻どれい 2 （1991年7月31日、シャイ企画）
- INNOCENT CAT 濡れ喘ぐ肉体 （1991年8月8日、エッチアールシー）
- 女教師 悪夢の罠 8 （1991年9月7日、エッチアールシー）
- 純生物語 （1991年、クリスティーヌ）
- 飲まされた理由 （1991年、ミス・クリスティーヌ）
- カンフーレディー 悩殺遊戯 （1991年、クリスタル映像）